# Cantón de Chartres-Noreste
El cantón de Chartres-Noreste era una división administrativa francesa, que estaba situada en el departamento de Eure y Loir y la región de Centro-Valle de Loira.

## Composición
El cantón estaba formado por once comunas, más una fracción de la comuna que le daba su nombre:
- Berchères-Saint-Germain
- Briconville
- Challet
- Champhol
- Chartres (fracción)
- Clévilliers
- Coltainville
- Fresnay-le-Gilmert
- Gasville-Oisème
- Jouy
- Poisvilliers
- Saint-Prest

## Supresión del cantón de Chartres-Noreste
En aplicación del Decreto nº 2014-231 de 24 de febrero de 2014, el cantón de Chartres-Noreste fue suprimido el 22 de marzo de 2015 y sus 12 comunas pasaron a formar parte; once del nuevo cantón de Chartres-1 y la fracción de la comuna que le daba su nombre se unió con las demás para que, por medio de una reestructuración cantonal, fueran creados los nuevos cantones de Chartres-1, Chartres-2 y Chartres-3.